# Psicologia diferencial
La Psicologia Diferencial, també coneguda com a Psicologia de les Diferències Individuals, és la disciplina que s'ocupa de l'estudi de les diferències individuals. Entén a les persones com a éssers semblants pel fet de pertànyer a una mateixa espècie, però amb característiques que els fa diferents entre si, convertint-los en únics i irrepetibles. Forma part de la Psicologia de la personalitat.
El seu objectiu és la descripció, predicció i explicació de la variabilitat interindividual, intergrupal i intraindividual en àrees psicològiques rellevants, pel que fa al seu origen, manifestació i funcionament.
Sovint contraposada a la Psicologia General, que s'ocupa precisament de l'estudi de què tenim els éssers humans en comú, es delimita com una de les grans disciplines dins de la psicologia. La Psicologia General utilitza el mètode experimental, a partir del paradigma E-R (estímul-resposta) o E-O-R (estímul-organisme-resposta), mentre que la Psicologia Diferencial fa servir principalment el mètode correlacional, basat en el paradigma O-E-R (individu-estímul-comportament) postulat per Thurstone (1923), el qual pren un enfocament científic centrat en la persona o individu, a qui pren com a punt de partida, relegant l'estímul a una simple circumstància momentània de l'ambient. Malgrat ser el paradigma actual acceptat, ha estat molts cops objecte de debat per part d'altres investigadors com Caparrós, que proposaren altres paradigmes com el de R-R, que se centra en les respostes, en la seva mesura i en les relacions existents entre elles.
La història de la Psicologia Diferencial es pot dividir en dos grans períodes: el període precientífic o antecedents i el període pròpiament científic. La constitució de la Psicologia Diferencial com a ciència empírica, data de finals del segle xix.

## Història

### Antecedents
"El període precientífic es caracteritza per l'existència d'un conjunt de sabers, creences i idees que s'havien anat formulant per tal de respondre als diversos "perquès" de la variabilitat dels éssers vius i, en concret, dels éssers humans." (Antonio Andrés Pueyo, 1997). Aquest període també va estar influenciat pels filòsofs grecs, les idees del Renaixement, la Il·lustració i el Naturalisme, i també els canvis ocorreguts en la Filosofia del segle xix.
A l'Antiga Grècia, el filòsof Plató va escriure una obra anomenada República, on es reconeixen explícitament les diferències individuals.

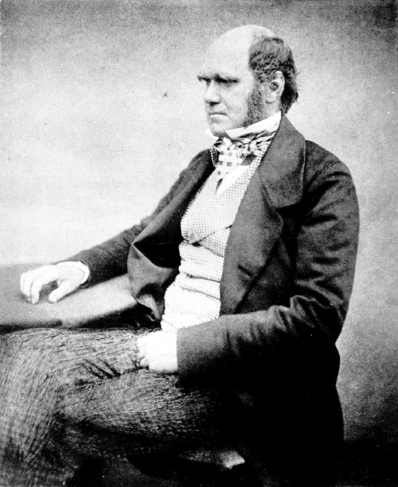
Charles Darwin (1809-1882)

Més endavant, a l'Edat Mitjana, es va tornar a fer referència a les diferències individuals en la Teoria Escolàstica de les Facultats. En aquesta etapa destaca l'aportació d'un metge espanyol, Juan Huarte de San Juan (1529-1579) que va escriure publicar un llibre Examen de los Ingenios para las ciencias on parlava de temes com la intel·ligència, les diferències individuals entre sexes...
A l'Edat Moderna, que comprèn el segle xviii i la primera meitat del XIX destaquen les teories dels Naturalistes com Rousseau, Pestalozzi, Herbart i Froebel.
Darwin (1809-1882) i els avanços en la ciència biològica també van proporcionar un impuls a la Psicologia Diferencial, gràcies a l'impacte que va tenir llavors la teoria de l'evolució, que va emfatitzar l'atenció sobre les diferències individuals en els animals, incloent-hi en aquesta mateixa categoria per primer cop als homes.

### Origen i constitució

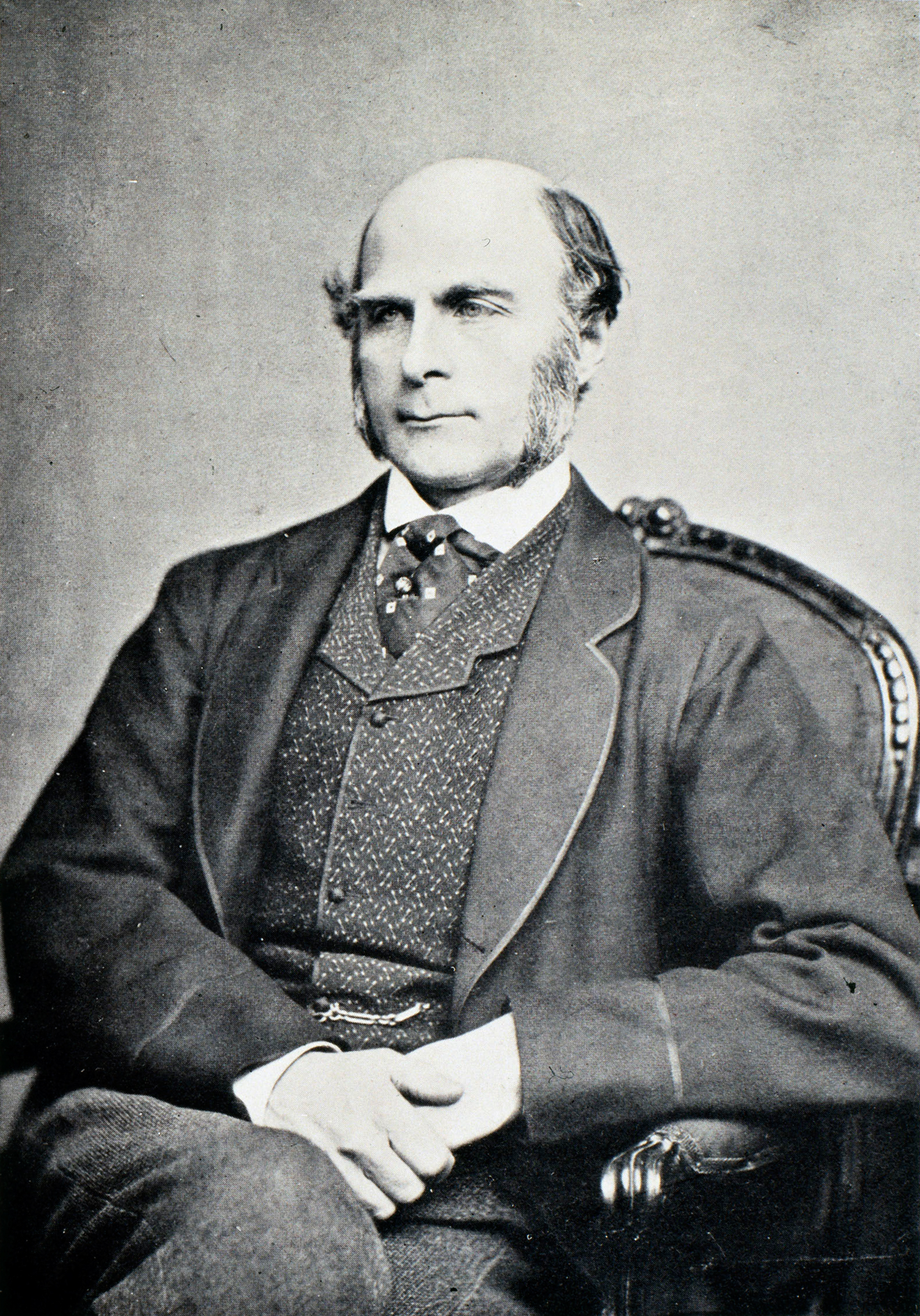
Francis Galton (1822-1911)

Francis Galton és considerat el pare de la Psicologia Diferencial, ja que va ser el primer que va intentar aplicar els principis evolucionistes de la variació, la selecció i l'adaptació a l'estudi de l'home. Ho va fer mesurant experimentalment les diferències individuals al Laboratori Antropomètric. Per tal d'organitzar les dades introdueix el mètode estadístic amb elements com la correlació, la distribució normal i la regressió, perfeccionats posteriorment per Pearson i Fisher.
La Psicologia General dona lloc a moltes disciplines i branques, entre elles la Psicologia Experimental, interessada per la formulació de lleis generals. Inicialment, s'ignoraven les diferències individuals i eren considerades simples errades aleatòries. Més tard, J. McKeen Cattell, psicòleg experimental interessat en les diferències individuals, fundà el laboratori de Leipzig amb l'objectiu inicial d'analitzar les diferències interindividuals en grups homogenis i les intergrupals. D'aquí van sorgir els primers treballs que acaben reconduint l'inicial centre d'interès, separant-se així progressivament de la Psicologia Experimental.
Altres impulsos que va rebre aquesta disciplina provenien del desenvolupament dels tests mentals, com per exemple el de la personalitat de Cattell, l'escala d'intel·ligència de Binet-Simon, els tests col·lectius, els treballs de Spearman, que van representar una contribució a la Psicometria i als tests, i el desenvolupament dels conceptes i tècniques de fiabilitat i validesa. Tot això es va sumar a les contribucions de la Psicologia General, que va donar-li a aquesta disciplina credibilitat científica.
Totes aquestes aportacions van fer que es distingís cada vegada més com a disciplina pròpia, sent reconeguda com a tal, per primer cop, el 1957 en la 65 Convenció Anual de l'APA, on el director Cronbach va fer una conferència on va distingir l'status científic de la Psicologia Diferencial dins del conjunt de la psicologia científica.
Del 1950 al 1970 va haver-hi un període de diversificació en el terreny de la investigació. La Psicologia Diferencial va perdre homogeneïtat i va rebre nombroses crítiques per part de la Psicologia Clínica i l'Experimental. A partir del 1970 es va produir un auge d'aquesta disciplina, amb un gran impacte de l'anomenada "revolució cognitiva".

## Objectiu
L'objectiu general de la Psicologia Diferencial, com tota disciplina psicològica, és l'estudi del comportament humà. Els objectius més específics d'aquesta disciplina són, en primer lloc, la descripció i, en la mesura del possible, l'explicació de les diferències interindividuals, intraindividuals i intergrupals i en segon lloc, l'estudi funcional de la variabilitat de la conducta mitjançant un enfocament metodològic específic.
- Les diferències interindividuals són el principal objectiu d'aquesta disciplina. Fan referència al fet que en un determinat moment o situació, diferents individus es comporten de manera diferent. Per poder descriure de manera adequada aquesta variabilitat, ha estat necessària la mesura de les diferències individuals, gràcies a la psicometria i als tests mentals.
- Les diferències intraindividuals, no són exclusivament objectiu d'estudi de la Psicologia Diferencial, però s'hi poden convertir en certes situacions. Són la comparació d'un individu amb ell mateix, al llarg del temps, en referència a una variable determinada.
- Les diferències intergrupals fan referència a quan s'observa o es mesura una mateixa característica psicològica en diferents individus. Alguns d'ells tendeixen a donar respostes o a obtenir puntuacions similars. Tot i això, la conducta grupal com a tal no existeix, sinó que es tracta d'una generalització, segons la qual la mitjana d'una determina variable dels membres d'un grup difereix dels d'altres grups.[2]

## Metodologia
El mètode diferencial per excel·lència és el correlacional, el qual es basa en la comparació d'individus i grups i forma part dels anomenats ex post facto, és a dir, després de tenir lloc el fenomen. Molts cops, no es manipula la variable independent, ja que la seva manipulació ja ha tingut lloc anteriorment o aquesta no és manipulable.
S'utilitzen mètodes com el correlacional transversal, que consisteix en la comparació de mostres representatives de diferents poblacions i el correlacional longitudinal, que es basa en la realització de successives mesures dels mateixos subjectes durant un determinat període.
Tot i que les tècniques d'investigació més utilitzades són les correlacionals, també s'utilitzen tècniques observacionals i experimentals com el mètode retrospectiu, encara que no ha tingut massa rellevància històrica en aquesta disciplina. Aquest darrer es basa en la recopilació d'informació utilitzant informació extreta d'explicacions dels subjectes, dades biogràfiques...
L'orientació de la Psicologia Diferencial és nomotètica, ja que no estudia les característiques exclusives d'una persona, sinó aquelles que són compartides per aquells individus que integren un grup homogeni. Un objectiu a llarg termini és trobar lleis que regeixin les diferències individuals i, inclús, arribar a un cert nivell de generalització.

## Termes propis
Un dels fenòmens més investigats en Psicologia Diferencial és la intel·ligència. D'aquesta s'investiga, sobretot, la seva relació amb el rendiment en qualsevol àmbit de l'activitat humana com, per exemple, l'àmbit escolar o acadèmic, el professional o laboral... Des d'aquesta disciplina també s'ha estudiat la seva estabilitat, les diferències que hi ha entre homes i dones, les variants extremes -és a dir, retards mentals i superdotats-... Tot i que encara es manté en debat la seva definició, una de les principals aportacions de la Psicologia Diferencial en l'estudi de la intel·ligència ha estat la seva mesura (Quocient Intel·lectual o QI) i la descripció de la seva estructura. "En Psicologia Diferencial s'han formulat diversos models teòrics per conceptualitzar i operativitzar la intel·ligència." (Joan Miquel Soldevilla, 2013)
Altres fenòmens investigats, dins de l'àmbit de les emocions, són els estats d'ànim, sobretot dels trets de personalitat. Per entendre la personalitat és molt important considerar les variacions en el temperament, el qual constitueix el nucli bàsic d'un individu. Actualment, és possible estudiar l'estructura d'aquest fenomen mitjançant models lèxico-factorials i models biològico-factorials. Un altre concepte propi, molt relacionat amb la personalitat, és el caràcter, entès com a disposició motivacional.
Altres conceptes, tot i que no tan lligats, són el de creativitat -concepte explicatiu de l'originalitat-, estil cognitiu, estil d'aprenentatge, tipologies... Tots ells fan referència a conceptes psicològics de caràcter cognitiu o afectiu que es formulen per comprendre com els individus actuen de forma diferent en la vida quotidiana.
Hi ha conceptes que no són veritablement generats en la Psicologia Diferencial, però que adquireixen una gran utilitat degut a la gran variabilitat interindividual existent, com ara creença, estratègia, valors...
Des de la Psicologia Diferencial es vol respondre, de manera científica, a la pregunta de per què els individus són diferents. Tradicionalment, s'ha donat dues respostes diferents, categoritzades en variables genètiques o hereditàries i variables ambientals. Aquestes postures extremes s'han anat desenvolupant, però actualment la idea acceptada és una relació entre les diferents variables, de forma que es produeix una interacció d'un determinat genotip amb un determinat ambient per produir un fenotip concret. Hi ha, fins i tot, disciplines que estudien exclusivament el pes de l'ambient i l'herència com la Genètica Quantitativa.

## Aplicacions
La Psicologia Diferencial no només se centra en termes teòrics buscant conèixer el perquè de les diferències individuals psicològiques, sinó que també tracta una vessant més aplicada. En aquest sentit, s'interessa per utilitzar aquests coneixements per a la pràctica professional de la Psicologia. "En totes les àrees d'aplicació de la Psicologia, amb alguna excepció, el coneixement de la Psicologia de les Diferències Individuals, que ens permet identificar el comportament de la individualitat psicològica, representa el més genuí component de l'anomenat factor humà en totes les activitats socials de l'individu." (Antonio Andrés Pueyo, 2013)
L'orientació i la selecció de personal van ser un dels primers camps d'aplicació de la Psicologia Diferencial. D'altres camps on la Psicologia Diferencial ofereix els seus coneixements és a la Psicologia Clínica, la Psicologia Forense, Psicologia Educativa i atenció a la diversitat, intervenció social…